# 단피촌 (돗토리현)
단피촌(丹比村)은 일본 돗토리현 야즈군에 설치되었던 촌이다. 현재의 야즈정의 일부에 해당한다.